# Ridderkerk
Ridderkerk es una localidad y un municipio de la Provincia de Holanda Meridional, al oeste de los Países Bajos.

## Historia
El 15 de mayo de 1940, en su escuela se rindió a los nazis el general neerlandés Henri Winkelman, dando por acabada la batalla de los Países Bajos.